# Златна јабука и девет пауница (народна бајка)
Златна јабука и девет пауница је епска приповјетка из српске народне књижевности. Објављена је 1853. године у дјелу Вука Стефановића Караџића Српске народне приповетке. Књижевни род је епика, а књижевна врста народна бајка. Елементи приче су искоришћени за филм Чудотворни мач (1950).

## Радња
Сваке ноћи неко краде златне јабуке са царевог дрвета, па његови синови одлучују да га чувају. Двојица старијих су заспала, али најмлађи је остао будан. Током ноћи долази девет пауница; осам их је брало јабуке, док је девета сишла покрај њега и претворила се у прелепу девојку. Он ју је молио да остави једну јабуку, а она је оставила две. Исто се дешавало наредне две ноћи, све док његова браћа нису одлучила да истраже шта се дешава. Склопили су договор с једном старицом, која је следеће ноћи искочила и одсекла девојци прамен косе. Принц је ухватио старицу и погубио је, али паунице се више нису вратиле.
Ожалошћен, принц је кренуо у потрагу за својом вољеном. Нашао је дворац са остарелом царицом која је имала једну кћерку. Када је чуо да се девет пауница купа у језеру напољу, одлучио је да оде, упркос царичиним покушајима да га задржи. Царица је подмитила принчевог слугу да звиждаљком пробуди принца када се паунице приближе. Ово је бацило принца у зачарани сан. Девета пауница у обличју девојке је покушала да га пробуди, али без успеха. Рекла је слузи да ће доћи још само једном. Следећег дана, слуга је поново успавао принца, а девојка му је рекла да, ако жели да је пронађе, треба да „смакне горњи клин на доњи”. Слуга је ово пренео принцу. Принц му је одсекао главу и наставио сам.
Један пустињак га је упутио до дворца где је нашао девету пауницу, царицу једног краљевства. Одмах су се венчали и живели у њеном дворцу. Једног дана, његова жена је морала да оде на пут и рекла му да у њеном одсуству може да уђе у било који подрум, осим дванаестог. Када је он ипак ушао, глас из једног бурета са гвозденим обручима га је замолио за воду. Дао му је три чаше воде. Буре је пукло, а из њега је искочио змај који је отео царицу.
Принц је кренуо у потрагу за њом. Видео је једну рибу на обали реке, помогао јој да се врати у воду, а као награду добио љуску да је позове кад затреба; ослободио је лисицу из замке и добио једну њену длаку; ослободио је и вука из замке и добио његову длаку. Пронашао је змајев двор где је царица била заробљена и заједно су покушали да побегну. Змај их је видео и кренуо за њима, али је његов коњ рекао да има довољно времена да једе и пије пре него што крене за њима. Након што је ручао, змај их је заробио. Пустио је принца због воде коју му је раније дао, али му је рекао да се не враћа.
Принц се вратио у змајев двор и наговорио царицу да пита змаја где је нашао свог коња. Змај јој је испричао како једна старица има кобилу и ждребе и како свако ко их чува током три дана може да изабере једног њеног коња, али да онај ко не успе губи живот. Принц је отишао до старичиног дома и видео да су около пободени колци; на свима осим на једном налазила се лобања. Старица је задужила принца да чува коње. Чувао их је током дана, али је ноћу заспао – кобила и ждребе су побегли у воду. Користећи љуску коју је добио, принц је позвао рибу, која му је открила чаролију да их врати. Следећег дана, користио је лисичју длаку да позове лисицу да врати коње, а трећег исто је урадио и са вуком.
Када је коначно дошао да узме награду, тражио је најружнијег коња и није се дао одговорити од свог избора. Одмах је одјахао назад у дворац на свом новом коњу и одвео царицу. Када је змај ово видео, питао је свог коња да ли има времена да једе и пије пре него што крене у потеру, али коњ му је рекао да неће ухватити бегунце, без обзира на то када крене. Змај је свеједно кренуо у потеру, али је његов коњ рекао принчевом да је заморно покушавати да их сустигне. Принчев коњ га је упитао зашто уопште носи змаја, након чега је змајев коњ збацио свог господара и убио га. Царица је затим села на тог коња и наставила путовање са принцом.

## Тема
Основном темом народне бајке Златна јабука и девет пауница се може сматрати љубав између двоје младих људи. Али то није било каква љубав већ она истинска, чиста у којој је свако спреман на разна одрицања и уступке, само да би био са вољеном особом.

## Мјесто и вријеме радње
Као у свим бајкама немогуће је одредити прецизно вријеме и мјесто радње. Линеарно протичући, време бајке је неодређено, давна прошлост некадашњих збивања. Радња започиње нагло, и од тог тренутка смењују се дани и ноћи, неосетно се нижу месеци и године, током којих се ликови не мењају и не старе.
У овој бајци се не именује ниједан наведен топоним нити се историјско-географски одређује. То чини простор ове бајке апстрактним. Као што је за време бајке значајна опозиција дан/ноћ, тако је за простор бајке значајна свој/туђи простор. На почетку бајке се спомиње царев двор у којем су цар и његова три сина. Испред двора се налази златна јабука. Лако је уочљиво да се простор дели на свој и туђи већ на почетку. „Свој“ простор је онај где је полазиште главног јунака. Јунак бајке, трећи царев син, полази из двора. Он улази у „туђи“ простор тиме што је изашао из свог.  За тај простор карактеристично је деловање нељудских и фантастичних сила и бића.

## Анализа дјела
Бајка је кратка, али пуна разних мотива којима се развија њена радња, а неки од главних су борба и потрага за чистом љубави, битка са нестварним створењима и још доста њих. Посебност ове приче је говор животиња. Одликује је уобичајени почетак и крај, те пишчево одржавање живости својим казивањем. Његово писање је на народном српском језику, богато епитетима и осталим стилским фигурама, међу којима су хипербола и градација. Специфичност народних приповјетки је често понављање, које се може наћи и у овом дјелу. Дјело је познато по побједи добра над злим, зато је то један од мотива. Млади цар и његова драга побјеђују сво зло које се на њиховом путу нађе. 
У овом дјелу има доста ликова од којих су главни цар са својом драгом. Ниједно од њих не одустаје од њихове љубави, ма колико год то било тешко. Главне карактеристике цара су његово поштење, преданост, сналажљивост, храброст, окрутност, али и праведност. Ове карактеристике могу се везати и за његову драгу.

## Порука дјела
Основном поруком бајке Златна јабука и девет пауница може се сматрати да је љубав та која премошћава све препреке ако је искрена и чиста. Сваки човјек има потребу да воли, буде вољен и бори се за своју љубав. 